# Černá Voda
Černá Voda é uma comuna checa localizada na região de Olomouc, distrito de Jeseník.